# Oconee (Georgia)
Oconee – miasto w Stanach Zjednoczonych, w stanie Georgia, w hrabstwie Washington.